# Кехриз-Сенг
Кехри́з-Сенг или Алиаба́д-э-Кехри́з-Сенг (перс. کهریزسنگ‎) — небольшой город в центральном Иране, в провинции Исфахан. Входит в состав шахрестана Неджефабад. По данным переписи, на 2006 год население составляло 8 267 человек.

## География
Город находится в южной части Исфахана, в гористой местности, на высоте 1603 метров над уровнем моря.
Кехриз-Сенг расположен на расстоянии приблизительно 13 километров к западу от Исфахана, административного центра провинции и на расстоянии 331 километра к югу от Тегерана, столицы страны. Ближайший аэропорт расположен в городе Исфахан.